# Arrondissement di Valenciennes
L'arrondissement di Valenciennes è una suddivisione amministrativa francese, situata nel dipartimento del Nord e nella regione dell'Alta Francia.

## Composizione
L'arrondissement di Valenciennes raggruppa 85 comuni in 9 cantoni:
- Cantone di Anzin, che comprende 4 comuni:
  - Anzin, Beuvrages, Bruay-sur-l'Escaut e Saint-Saulve
- Cantone di Bouchain, che comprende 14 comuni:
  - Avesnes-le-Sec, Bouchain, Émerchicourt, Haspres, Hordain, Lieu-Saint-Amand, Lourches, Marquette-en-Ostrevant, Mastaing, Neuville-sur-Escaut, Noyelles-sur-Selle, Rœulx, Wasnes-au-Bac e Wavrechain-sous-Faulx
- Cantone di Condé-sur-l'Escaut, che comprende 10 comuni:
  - Condé-sur-l'Escaut, Crespin, Escautpont, Fresnes-sur-Escaut, Hergnies, Odomez, Saint-Aybert, Thivencelle, Vicq e Vieux-Condé
- Cantone di Denain, che comprende 7 comuni:
  - Abscon, Denain, Douchy-les-Mines, Escaudain, Haveluy, Hélesmes e Wavrechain-sous-Denain
- Cantone di Saint-Amand-les-Eaux-Rive droite, che comprende 7 comuni:
  - Bruille-Saint-Amand, Château-l'Abbaye, Flines-lès-Mortagne, Hasnon, Mortagne-du-Nord, Raismes e Saint-Amand-les-Eaux
- Cantone di Saint-Amand-les-Eaux-Rive gauche, che comprende 11 comuni:
  - Bousignies, Brillon, Lecelles, Maulde, Millonfosse, Nivelle, Rosult, Rumegies, Saint-Amand-les-Eaux, Sars-et-Rosières e Thun-Saint-Amand
- Cantone di Valenciennes-Est, che comprende 11 comuni:
  - Curgies, Estreux, Marly, Onnaing, Préseau, Quarouble, Quiévrechain, Rombies-et-Marchipont, Saultain, Sebourg e Valenciennes
- Cantone di Valenciennes-Nord, che comprende 5 comuni:
  - Aubry-du-Hainaut, Bellaing, Petite-Forêt, Valenciennes e Wallers
- Cantone di Valenciennes-Sud, che comprende 16 comuni:
  - Artres, Aulnoy-lez-Valenciennes, Famars, Haulchin, Hérin, La Sentinelle, Maing, Monchaux-sur-Écaillon, Oisy, Prouvy, Quérénaing, Rouvignies, Thiant, Trith-Saint-Léger, Valenciennes e Verchain-Maugré